# Säfsbyn
Säfsbyn, eller (lokalt) Säfsen, är kyrkbyn i Säfsnäs socken och ett fritidshusområde i Ludvika kommun, öster om Fredriksberg och sydost om Säfssjön. I orten finns Säfsnäs kyrka från 1762 och stugbyn till vintersportanläggningen Säfsen Resort belägen söder om byn.

## Historik
Säfsbyn är ursprungligen en finnby, anlagd på 1600-talet av svedjebrukare. 1979 öppnades Säfsen Resorts stugby i Säfsbyn.